# Răstolița, Mureș
Răstolița (în maghiară Ratosnya) este satul de reședință al comunei cu același nume din județul Mureș, Transilvania, România.

## Localizare
Localitatea Răstolița, situată la poalele munților Călimani și Ghiurghiului la o altitudine de 530 m, se află la mijloc de drum între orașele Târgu Mureș și Gheorgheni.
Pe malul drept al râului Mureș trece drumul național DN15, iar pe malul stâng șerpuiește linia ferată Târgu Mureș - Brașov oferind o stație CFR locuitorilor așezării.

## Economie
Răstolița are o bază de exploatare forestieră și un șantier pentru construirea unui baraj de hidrocentrală. Aflată la poalele munților, oferă căi de acces în Munții Călimani pe valea Răstoliței și pe valea Vișei, iar în Munții Ghiurghiului pe valea Iodului.
Veniturile populației, în proporție de 90%, sunt realizate din exploatarea și prelucrarea lemnului din zonă, și din pășunat, numai 10% din alte activități comerciale, zona montană nefiind prielnică practicării agriculturii.
Și în viitor, traiul populației de pe aceste meleaguri va fi asigurat în cea mai mare parte e pășunat, de exploatările forestiere și de atelierele de prelucrarea a masei lemnoase.
Pentru a preveni problemele populației, care vor apărea odată cu scăderea masei lemnoase din pădurile împrejurimilor, precum și pentru reușita programelor de protecție a mediului înconjurător și a valorilor naturale, o alternativă importantă este promovarea turismului de toate felurile în această zonă pitorească.

## Personalități
- Romulus Guga, poet[necesită citare]
- Endre Antalffy (1877-1958), scriitor, lingvist, orientalist, istoric literar, cunoscut mai ales pentru traducerile sale din limbile arabă, persană, turcă în limbile maghiară și română[2]